# Robert Brant
Robert "Bravo" Brant (født 2. oktober 1990 i Saint Paul, Minnesota i USA), er en professionel bokser, der konkurrerer i mellemvægt. Han deltog i World Boxing Super Series supermellemvægt-turneringen, hvor han i første runde blev besejret af den tyske veteran Jürgen Brähmer på point via en enstemmig afgørelse.

## Amatørkarriere
Brant var medlem af US National boksehold. Han begyndte at bokse som en amatør i 2007 og i 2009, havde han bemærkelsesværdigt allerede vundet et national mesterskab. I sin amatørkarriere opnåede Brant følgende bemærkelsesværdige resultater:
- 2007 Ringside Championships - Champion
- 2008 Platinum Gloves (Orlando) – Nummer 2
- 2008 Under 19 National Championships - Champion [1]
- 2009 Upper Midwest Golden Gloves - Champion [2]
- 2009 U.S. National Championships - Champion [1]
- 2010 Upper Midwest Golden Gloves - Champion [3]
- 2010 National Golden Gloves - Champion [4]